# Gulaphallus panayensis
Gulaphallus panayensis är en fiskart som först beskrevs av Herre 1942.  Gulaphallus panayensis ingår i släktet Gulaphallus och familjen Phallostethidae. Inga underarter finns listade i Catalogue of Life.